# (1025) Riema
(1025) Riema és un asteroide pertanyent al cinturó interior d'asteroides descobert per Karl Wilhelm Reinmuth el 12 d'agost de 1923 des de l'observatori de Heidelberg-Königstuhl, Alemanya.
Riema es va designar inicialment com 1923 NX. Més tard va ser anomenat en honor de l'astrònom alemany Johannes Riem (1868-1945).
Riema orbita a una distància mitjana de 1,979 ua del Sol, podent acostar-s'hi fins a 1,901 ua i allunyar-se'n fins a 2,057 ua. Té una excentricitat de 0,03922 i una inclinació orbital de 26,87°. Emplea a completar una òrbita al voltant del Sol 1017 dies. Riema forma part del grup asteroidal d'Hungaria.